# 罗奈洛皮塔勒
罗奈洛皮塔勒（法語：Rosnay-l'Hôpital，法語發音：[ʁonɛ lopital]）是法国奥布省的一个市镇，属于奥布河畔巴尔区。

## 地理
罗奈洛皮塔勒（48°27'34"N, 4°30'13"E）面积12.47 平方千米，位于法国大東部大區奥布省，该省份为法国中北部省份，北起马恩省，西接塞纳-马恩省，西南至约讷省，东南至科多尔省，东临上马恩省。
与罗奈洛皮塔勒接壤的市镇（或旧市镇、城区）包括：贝蒂尼库尔、布利尼库尔、布罗、瓦尔河畔库尔塞勒、拉西库尔、佩尔特莱布列讷、圣克里斯托夫-多迪尼库尔、小耶夫尔。

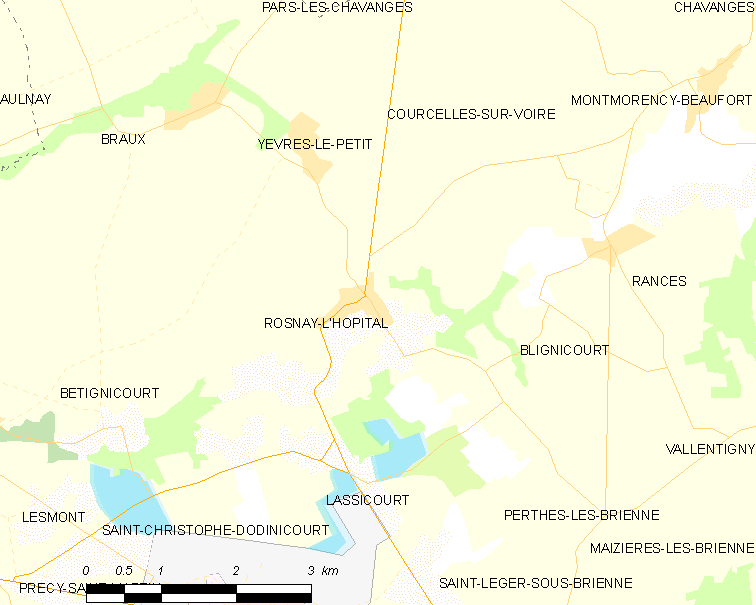
罗奈洛皮塔勒的OSM定位图

罗奈洛皮塔勒的时区为UTC+01:00、UTC+02:00（夏令时）。

## 行政
罗奈洛皮塔勒的邮政编码为10500，INSEE市镇编码为10326。

## 政治
罗奈洛皮塔勒所属的省级选区为布列讷堡县。

## 人口

1962-2008年间罗奈洛皮塔勒人口变化图示

罗奈洛皮塔勒于2022年1月1日时的人口数量为160人。